# Gefechtsstärke
Gefechtsstärke definiert im Militärwesen die Anzahl der Soldaten und Gerätschaften einer militärischen Einheit (Kompanie, Bataillon und aufwärts), die für den Kampf vorgesehen sind sowie die ihnen unmittelbar zur Unterstützung zugeteilten Kräfte sowie deren Moral.

## Abgrenzung des Begriffes
Neben der Gefechtsstärke gibt es noch folgende Kennzahlen, um die Stärke einer Militäreinheit zu beschreiben:
- Gesamtstärke: Diese umfasst alle Angehörigen (beziehungsweise Waffen, Fahrzeuge etc.) einer Einheit, also auch Urlauber, Abkommandierte usw.
- Verpflegungsstärke: Diese umfasst alle Angehörigen einer Einheit, die ihr momentan zugeteilt sind, zum Beispiel Vorgeschobene Beobachter, Kranke im Revier usw.
- Kampfstärke oder Grabenstärke: Diese umfasst alle Angehörigen einer Einheit, die sich gerade im Einsatz befinden.

## Anwendungsbeispiel für Stärkebegriffe anhand Schützenkompanie
Eine deutsche Schützenkompanie bestand im Jahre 1939 aus folgenden Teilen (Zahlenangaben in Klammern: Anzahl Offiziere/Unteroffiziere/Mannschaften):
- Kompaniechef (1/0/0)
- Kompanietrupp (0/2/10)
- 3 Schützenzüge (1. Zug: 1/5/44, 2. und 3. Zug: 0/6/44)
- Panzerbüchsentrupp (0/1/6)
- Gefechtstross (0/2/12)
- Verpflegungstross I (0/1/2)
- Verpflegungstross II (0/1/3)
- Gepäcktross (0/1/9)

Die Gesamtstärke einer Schützenkompanie des Jahres 1939 betrug somit 199 (2/25/172) Mann (nach anderen Quellen auch 201 Mann). Die Gefechtsstärke hingegen betrug, wenn man den kompletten Gefechtstross als Unterstützung einrechnet, lediglich 182 Mann (2/22/158). Bei diesen Zahlen handelt es sich um Soll-Angaben entsprechend der damals gültigen Gliederungsvorschrift (Kriegsstärkenachweis).
Im Zweiten Weltkrieg mussten die Divisionen der Wehrmacht in wöchentlichen Stärkemeldungen Ist-Werte für Gesamt-, Verpflegungs-, Gefechts- und Grabenstärke dem OKH bekannt geben.